# Hèches
Hèches – miejscowość i gmina we Francji, w regionie Oksytania, w departamencie Pireneje Wysokie.
Według danych na rok 1990 gminę zamieszkiwały 553 osoby, a gęstość zaludnienia wynosiła 16 osób/km² (wśród 3020 gmin regionu Midi-Pyrénées Hèches plasuje się na 552. miejscu pod względem liczby ludności, natomiast pod względem powierzchni na miejscu 235.).